# 킬로미터 매 시 제곱
킬로미터 매 시 제곱, 킬로미터 퍼 아워 제곱(km/h2)은 가속도의 단위다. 일반적으로 미터 매 초 제곱(m/s2)을 가속도의 단위로써 제일 많이 쓰다보니 자주 쓰이지 않고, 자동차의 마력과 관련해서 가끔 쓰인다.

### 변환
1 km/h2는 다음과 같다.
- {\displaystyle 0.0000771605m/s^{2}} (0.00008미터 퍼 세크 제곱)

### 방법
- km -> m일 때: 1000을 곱한다.
- h -> min, s일 때: 3600, 12960000을 나눈다.

## 같이 보기
- 미터 매 초 제곱({\displaystyle m/s^{2}})
- 킬로미터 매 초 제곱({\displaystyle km/s^{2}})
- 중력가속도(G)